# Le Tilleul-Othon
Le Tilleul-Othon és un municipi francès situat al departament de l'Eure i a la regió de Normandia. L'any 2007 tenia 380 habitants.

## Demografia

### Població
El 2007 la població de fet de Le Tilleul-Othon era de 380 persones. Hi havia 140 famílies de les quals 32 eren unipersonals (8 homes vivint sols i 24 dones vivint soles), 44 parelles sense fills, 60 parelles amb fills i 4 famílies monoparentals amb fills.
La població ha evolucionat segons el següent gràfic:
Habitants censats

### Habitatges
El 2007 hi havia 160 habitatges, 141 eren l'habitatge principal de la família, 14 eren segones residències i 5 estaven desocupats. 159 eren cases i 1 era un apartament. Dels 141 habitatges principals, 118 estaven ocupats pels seus propietaris, 18 estaven llogats i ocupats pels llogaters i 5 estaven cedits a títol gratuït; 1 tenia una cambra, 5 en tenien dues, 17 en tenien tres, 31 en tenien quatre i 87 en tenien cinc o més. 117 habitatges disposaven pel capbaix d'una plaça de pàrquing. A 66 habitatges hi havia un automòbil i a 66 n'hi havia dos o més.

### Piràmide de població
La piràmide de població per edats i sexe el 2009 era:
| Homes | Edats   | Dones |
| ----- | ------- | ----- |
| 0     | 95 o +  | 0     |
| 0     | 90 a 94 | 0     |
| 0     | 85 a 89 | 0     |
| 0     | 80 a 84 | 0     |
| 4     | 75 a 79 | 0     |
| 16    | 70 a 74 | 8     |
| 8     | 65 a 69 | 8     |
| 8     | 60 a 64 | 16    |
| 8     | 55 a 59 | 8     |
| 8     | 50 a 54 | 8     |
| 8     | 45 a 49 | 12    |
| 12    | 40 a 44 | 8     |
| 12    | 35 a 39 | 12    |
| 16    | 30 a 34 | 16    |
| 0     | 25 a 29 | 4     |
| 0     | 20 a 24 | 4     |
| 0     | 15 a 19 | 12    |
| 8     | 10 a 14 | 8     |
| 4     | 5 a 9   | 20    |
| 16    | 0 a 4   | 8     |

## Economia
El 2007 la població en edat de treballar era de 227 persones, 173 eren actives i 54 eren inactives. De les 173 persones actives 154 estaven ocupades (85 homes i 69 dones) i 18 estaven aturades (8 homes i 10 dones). De les 54 persones inactives 21 estaven jubilades, 18 estaven estudiant i 15 estaven classificades com a «altres inactius».

### Ingressos
El 2009 a Le Tilleul-Othon hi havia 137 unitats fiscals que integraven 368 persones, la mediana anual d'ingressos fiscals per persona era de 19.626 €.

### Activitats econòmiques
Dels 10 establiments que hi havia el 2007, 1 era d'una empresa de fabricació d'altres productes industrials, 3 d'empreses de construcció, 3 d'empreses de comerç i reparació d'automòbils, 1 d'una empresa d'hostatgeria i restauració i 2 d'empreses de serveis.
Dels 4 establiments de servei als particulars que hi havia el 2009, 1 era un taller de reparació d'automòbils i de material agrícola, 2 paletes i 1 electricista.
L'únic establiment comercial que hi havia el 2009 era una adrogueria.
L'any 2000 a Le Tilleul-Othon hi havia 9 explotacions agrícoles que ocupaven un total de 372 hectàrees.

## Equipaments sanitaris i escolars
El 2009 hi havia una escola elemental integrada dins d'un grup escolar amb les comunes properes formant una escola dispersa.

## Poblacions més properes
El següent diagrama mostra les poblacions més properes.